# 453 Tea
453 Tea este o planetă minoră (asteroid), cu un diametru de 23,985 km, din centura de asteroizi. A fost descoperită pe 22 februarie 1900 la Observatorul din Nisa de Auguste Charlois. 
Obiectul prezintă o orbită caracterizată de o semiaxă mare de 2,1832602264288 UAi, o excentricitate de 0,10892336171236, o înclinație de 5,5557278024176 ° în raport cu ecliptica.